# Serrières-sur-Ain
Serrières-sur-Ain es una comuna francesa del departamento de Ain, en la región de Auvernia-Ródano-Alpes. Pertenece a la comunidad de comunas Rives de l'Ain - Pays du Cerdon.

## Demografía
| 434 | 376 | 454 | 456 | 428 | 371 | 345 | 323 | 314 | 314 | 319 | 285 | 283 | 269 | 252 | 234 | 194 | 182 | 165 | 172 | 130 | 122 | 91 | 81 | 63 | 64 | 71 | 79 | 115 | 125 |
| Para los censos de 1962 a 1999 la población legal corresponde a la población sin duplicidades (Fuente: INSEE [Consultar]) |     |     |     |     |     |     |     |     |     |     |     |     |     |     |     |     |     |     |     |     |     |    |    |    |    |    |    |     |     |